# Cécile Desliens
Ne pas confondre avec sa sœur Marie Desliens, également artiste peintre
Cécile Desliens née le 8 mars 1853 à Chavenon (Allier) et morte le 16 mars 1937 à Riom (Puy-de-Dôme) est une artiste peintre française.

## Biographie
Marie Cécile Eugénie Desliens est la fille de Jean-Baptiste Desliens, garde général des Forêts, et de Christine Laporte. Elle est la sœur de l'artiste peintre Marie Desliens. Les deux sœurs cosignèrent une partie de leur œuvre.
En 1899, Auguste Rodin recommande à Guillaume Dubufe d'intervenir pour l'admission de Cécile Desliens au Salon des artistes français, qui l'a refusée, alors que sa sœur Marie Desliens y a été acceptée.
Elle expose au Salon de 1929 les toiles Portrait du Dr Macahat et Un médecin des pauvres.

## Œuvres
- Saint-Brieuc, musée d'Art et d'Histoire de Saint-Brieuc : Nature morte, bouquets d'œillets[3].
- Tulle, musée du Cloître de Tulle : une quarantaine de dessins et peintures en collaboration avec Marie Desliens[4].

### En collaboration avec Marie Desliens

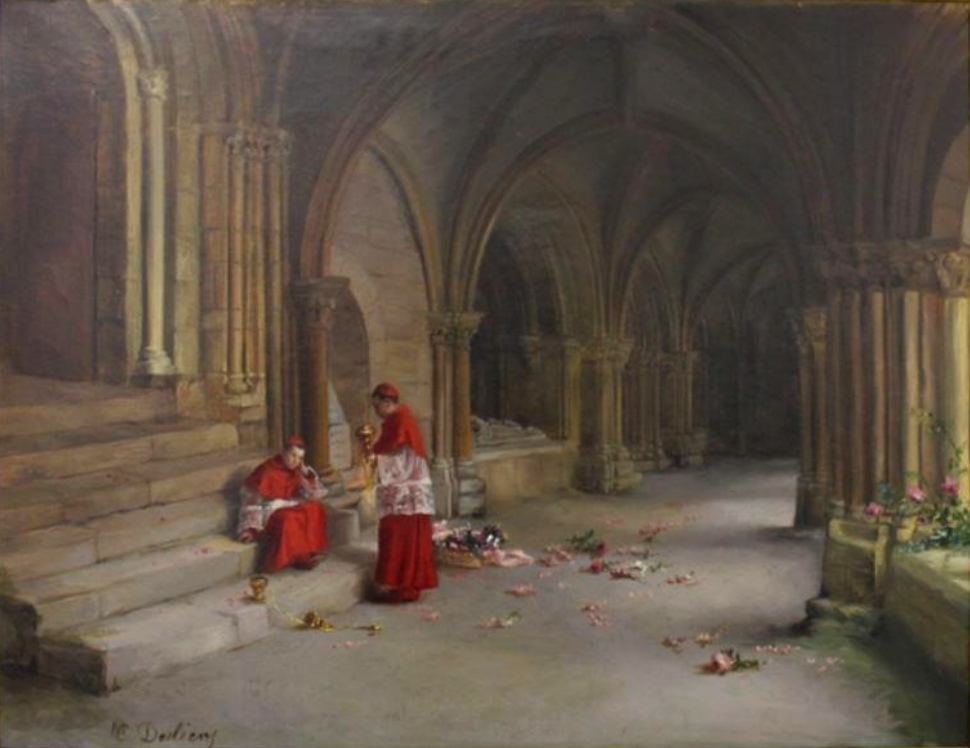
Cécile et Marie Desliens, Après la Fête-Dieu dans le cloître de Tulle (entre 1875 et 1900), musée du Cloître de Tulle.

- Après la Fête Dieu dans le cloître de Tulle, entre 1875 et 1900, musée du Cloître de Tulle[5].
- Au printemps, Salon de 1890, Riom, musée Mandet[6].
- Consummatum, acquis par l'État, localisation inconnue[7].
- Pierrot dans un croissant de lune, acquis par l'État, localisation inconnue[8].
- Scène d'intérieur, Clermont-Ferrand, musée d'Art Roger-Quilliot[9].
- Portrait de Jean-Baptiste Desliens, leur père, musée du Cloître de Tulle[10].
- Portrait de l'archevêque Nègre, Salon de la Société nationale des beaux-arts de 1922, localisation inconnue.
- Portrait de Mgr Charmetant, directeur général de l'Œuvre des écoles d'Orient (1er janvier 1883–21 juillet 1921), Paris, siège de l'Œuvre d'Orient.